# Списък на великите везири на Османската империя
Това е списък на великите везири на Османската империя. 
В историята на Османската империя има само две везирски фамилии – Чандарлъ и Кьопрюлю, които управляват потомствено като велики везири. Първите доминират Дивана до превземането на Константинопол (1453), а вторите – от Кандийската война до Голямата турска война.